# Diestostemma
Diestostemma är ett släkte av insekter. Diestostemma ingår i familjen dvärgstritar.

## Dottertaxa tillDiestostemma, i alfabetisk ordning[1]
- Diestostemma albipenne
- Diestostemma atropunctulatum
- Diestostemma biolleyi
- Diestostemma bituberculatum
- Diestostemma blantoni
- Diestostemma brunneum
- Diestostemma chinai
- Diestostemma colombiae
- Diestostemma cuspidatum
- Diestostemma diommonotum
- Diestostemma dolosum
- Diestostemma dubium
- Diestostemma excisum
- Diestostemma huallagana
- Diestostemma intermedium
- Diestostemma morosum
- Diestostemma nasutum
- Diestostemma nervosum
- Diestostemma nigropunctatum
- Diestostemma niveum
- Diestostemma ohausi
- Diestostemma parvum
- Diestostemma ptolyca
- Diestostemma reticulatum
- Diestostemma rizopatroni
- Diestostemma rubriventris
- Diestostemma rufocirculum
- Diestostemma rugicolle
- Diestostemma schmidti
- Diestostemma steinbachi
- Diestostemma stesilea
- Diestostemma thoracis
- Diestostemma truncatipenne